# Герб Верхнетоемского муниципального округа
Герб Верхнетоемского муниципального округа — герб одного из муниципальных районов Архангельской области

## Описание герба
«В зеленом поле с лазоревой оконечностью поверх всего опрокинутое серебряное острие, обремененное Святым Великомучеником и Победоносцем Георгием в виде юного пешего Воина прямо в зеленом одеянии, пурпурных, отделанных золотом, доспехах, червленых плаще и штанах и золотых сапогах, на поясе которого справа пурпурный, отделанный золотом, колчан и, выше него, выходящий из-за спины золотой круглый щит, имеющего в правой руке золотое поставленное в столб острием вверх копье, а левую руку — покоящейся на рукояти висящего на поясе золотого меча в ножнах, сопровождаемый внизу червленым цветком с зеленой сердцевиной».

## Обоснование символики
Основу герба составляет фигура стоящего Святого Георгия — наиболее почитаемого населением района Святого. Об особой любви к этому Святому свидетельствует тот факт, что в период с 16 по XX века имя Святого Георгия носили 7 церквей. В настоящее время в центре района — Верхней Тойме — находится церковь во имя Георгия Победоносца, считающаяся главным храмом района. Святого Георгия население района может считать своим покровителем.
Красный цветок — важнейший элемент и характерная особенность пучужской росписи прялок. Его изображение на гербе призвано служить напоминанием о красоте верхнетоемской земли и одарённости её жителей, символизировать вечно возрождающуюся жизнь.
Червлень (красный) — символ храбрости, мужества и неустрашимости. В одежде и на гербовом щите это еще символ княжеского достоинства. Святой Георгий — покровитель великих князей в Древней Руси.
Зелень — символ надежды, радости, изобилия. Зеленый цвет герба — символ природного богатства района, главным составляющим которого является лес и населяющие его животные и птицы.
Лазурь — символ красоты, мягкости, величия. Синий цвет — символ возвышенных устремлений, искренности и добродетели. Голубой цвет герба символизирует реку Северную Двину — важную транспортную артерию района, по которой доставляются грузы; осуществляются перевозки пассажиров; река дает населению рыбу. Название притока Северной Двины — реки Верхней Тоймы и центра района — села Верхняя Тойма — иногда ошибочно возводят к санскриту — древнеиндийскому языку, который был распространён за многие тысячи километров от Архангельской области.
Автор герба — Заслуженный художник Российской Федерации С. Н. Сюхин.
Герб утвержден решением Собрания депутатов муниципального образования «Верхнетоемский муниципальный район» от 23 марта 2007 года № 2.